# Asynchita granosa
Asynchita granosa is een keversoort uit de familie somberkevers (Zopheridae). De wetenschappelijke naam van de soort werd in 1894 gepubliceerd door David Sharp.